# Agathis corbassonii
Agathis corbassonii – gatunek drzewa z rodziny araukariowatych (Araucariaceae). Jest jednym z endemitów Nowej Kaledonii. Rośnie w lasach na wysokościach od 300 do 700 m n.p.m. w centralnej i północnej części wyspy. 

## Morfologia
PokrójDrzewo osiągające 40 m wysokości, o pniu czerwono-brązowym, okrytym łuskowatą korą.
LiścieMłodociane lancetowate o długości do 11 cm i szerokości do 2 cm. Dojrzałe liście są wąskie, podłużnie owalne, na szczycie tępe, o długości do 7 cm i szerokości do 11 cm. Ogonek liściowy długi, wyraźny.
Organy generatywneSzyszki męskie mają długość od 2,5 do 5 cm i średnicę do 1 cm. Na mikrosporofilach znajdują się 4 woreczki pyłkowe. Szyszki żeńskie owalne, o długości do 10 cm.
NasionaOwalne o długości ok. 1,5 cm i szerokości ok. 1 cm opatrzone są w wyraźnie asymetryczne skrzydełka, z większym osiągającym 2 cm długości i 1,5 cm szerokości.